# Roland Morillot (S613)
Pour les articles homonymes, voir Morillot.
Le Unterseeboot 2518 est un sous-marin allemand de type XXI utilisé par la Kriegsmarine pendant la Seconde Guerre mondiale.
Construit en 1944, il a ensuite servi dans la marine nationale française de 1946 à 1967 sous le nom de Roland Morillot.

## Historique
La construction de l’U-2518 a débuté aux chantiers navals Blohm & Voss, à Hambourg, le 16 août 1944. Lancé le 4 octobre, il a été mis en service un mois plus tard sous le commandement de l'oberleutnant z. S. Friedrich Weidner. Après une période d'entraînement à la 31. Flottille, le U-2518 et son équipage sont transférés au sein de la 11. Flottille, basée dans le port norvégien de Bergen pour entrer en service opérationnel le 1er avril 1945. Cependant, il n'a pris part à aucune patrouille de guerre et se rend aux Britanniques à Horten, près d'Oslo, le 8 mai 1945. Le sous-marin est conduit à Londonderry jusqu'en février 1946, date à laquelle il est transféré à la marine française pour une durée de deux ans.
Après une escale à Dún Laoghaire, il arrive à Cherbourg le 26 février 1946 et effectue, après des réparations, sa première patrouille le 20 août 1946. En janvier 1948, le U-2518 effectue la traversée Toulon-Casabianca intégralement en plongée et entre en service dans la marine nationale française en avril de la même année. Il prend le nom de Roland Morillot le 14 février 1951.
En 1956, le Roland Morillot participe à l'opération Mousquetaire menée conjointement par les marines française et britannique pendant la crise de Suez.
Le Roland Morillot est désarmé le 17 octobre 1967 puis vendu à Lotti S.p.A à La Spezia pour démantèlement.
Un autre sous-marin de la marine française,  inachevé, a porté ce nom : Roland Morillot (Q-191). Il a été volontairement détruit mi-juin 1940, peu avant la prise du port de Cherbourg par les Allemands.

### Source
- (en) Cet article est partiellement ou en totalité issu de l’article de Wikipédia en anglais intitulé « Roland Morillot (S613) » (voir la liste des auteurs).